# Breragalleriet
Breragalleriet (italienska: Pinacoteca di Brera) är ett konstmuseum i Milano som etablerades 1776. Det är inrymt i Brerapalatset (Palazzo di Brera) där även bibliotek och observatorium finns. Konstmuseet nyöppnade 1809 efter att Napoleon låtit konfiskera och i Brerapalatset ställa ut mängder av förstklassiga religiösa verk. Somliga verk återbördades senare, men samlingen har stadigt vuxit genom gåvor och inköp. 

## Samlingen
Alfabetisk lista över målningar på museet
I Breragalleriet finns en förnäm samling av västerländsk och i synnerhet italienskt måleri från 1200-talet till 1900-talet. Tonvikten ligger på renässansmålare såsom Andrea Mantegna, Rafael och Tizian. 

### Kronlogiskt bildgalleri

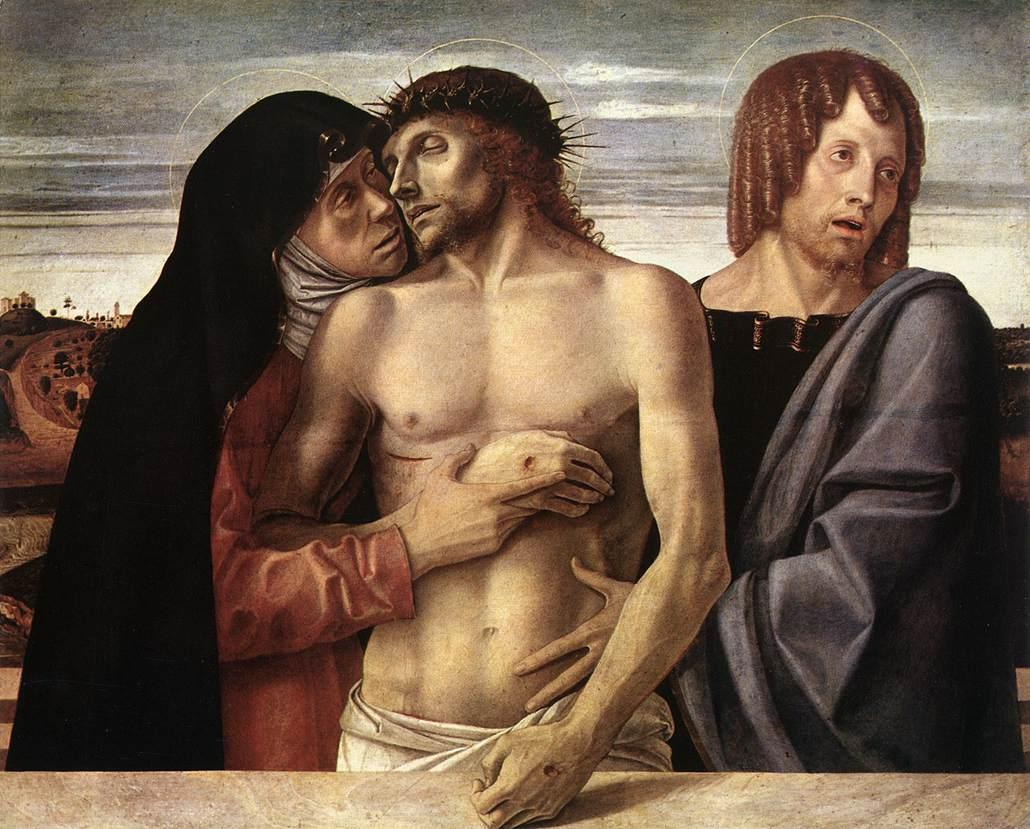
Giovanni Bellini, Pietà (cirka 1460).
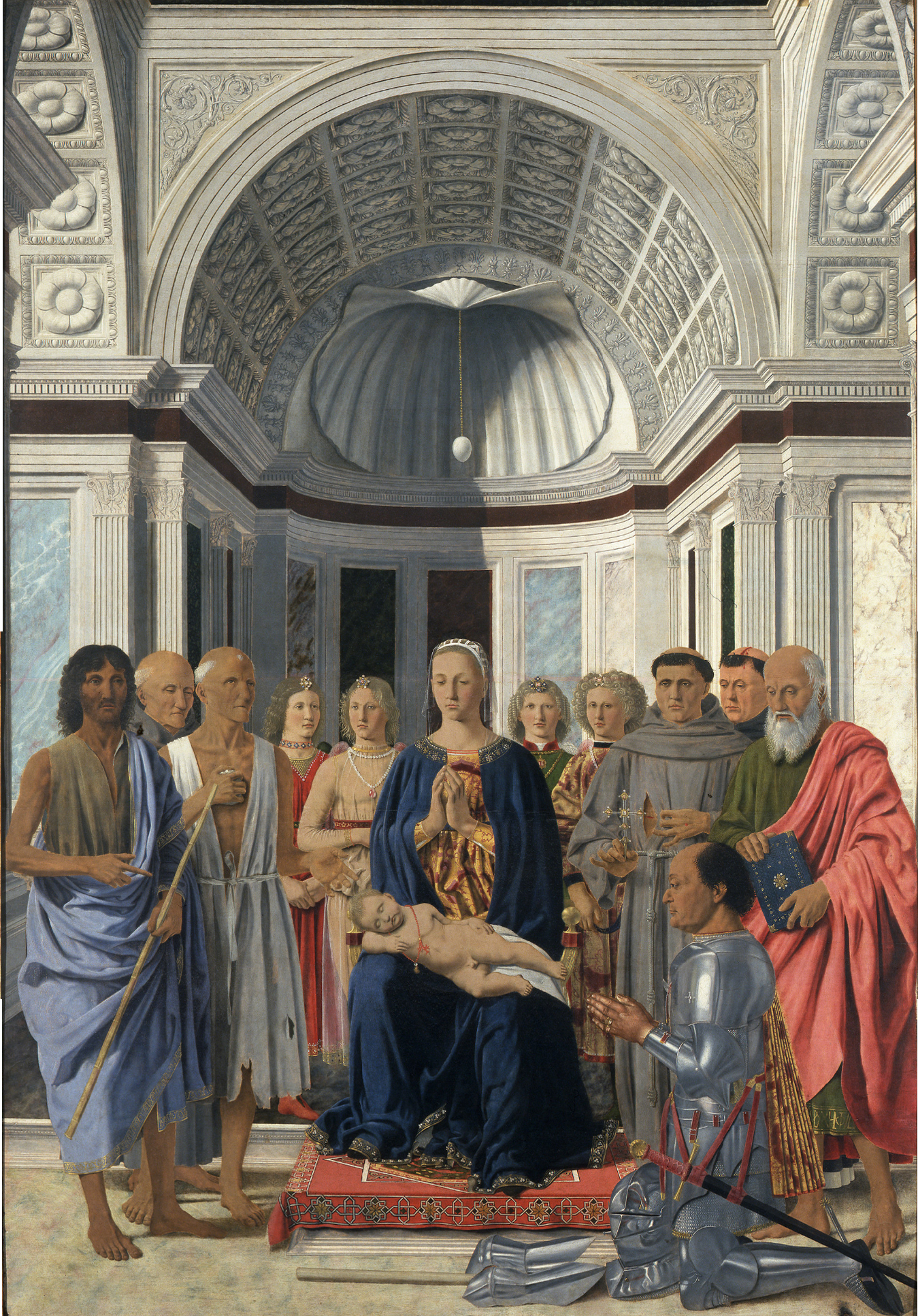
Piero della Francesca, Madonnan med barnet och helgon, änglar och Federico da Montefeltro (1472–1474).
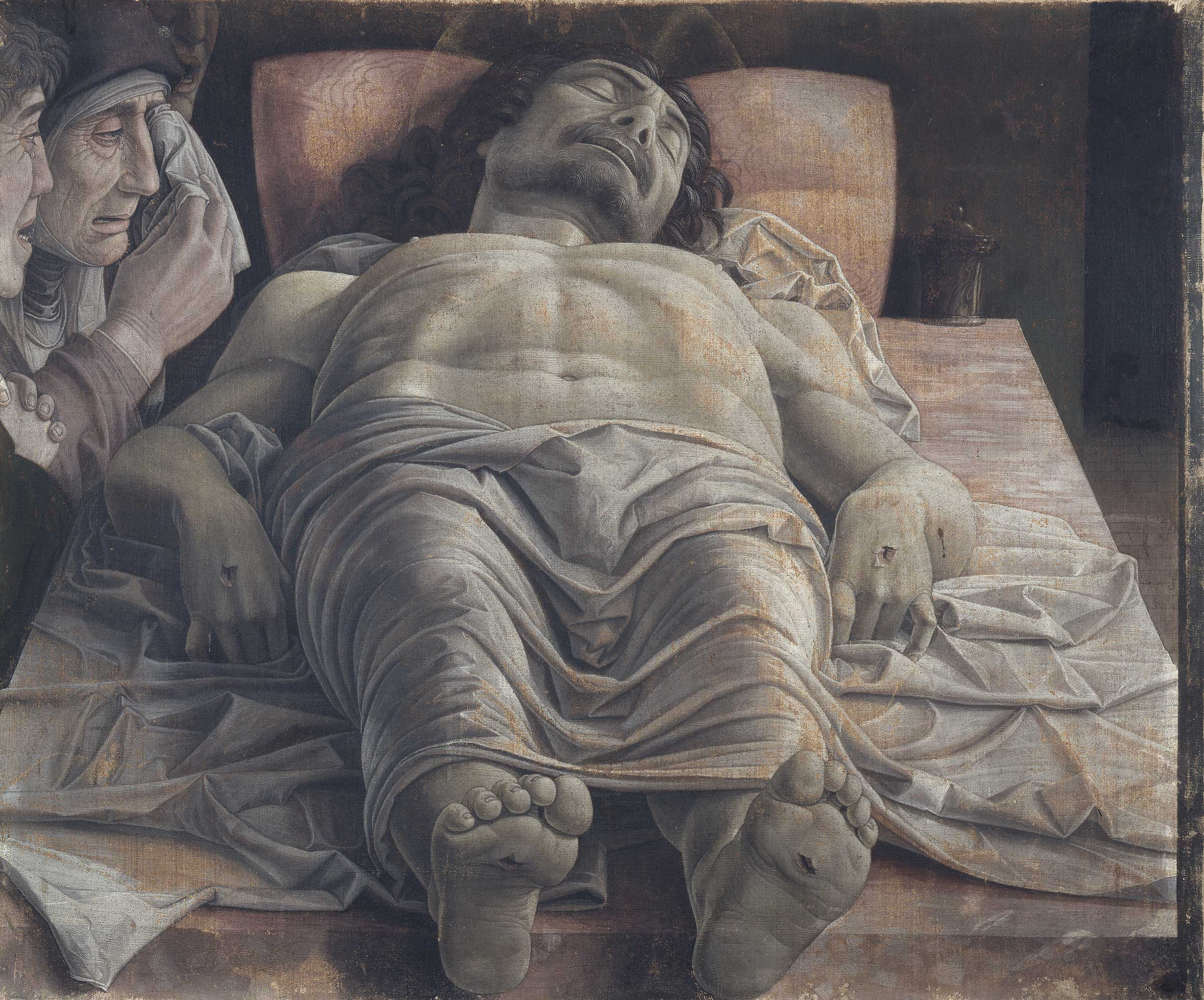
Andrea Mantegna, Kristi begråtande (cirka 1483).
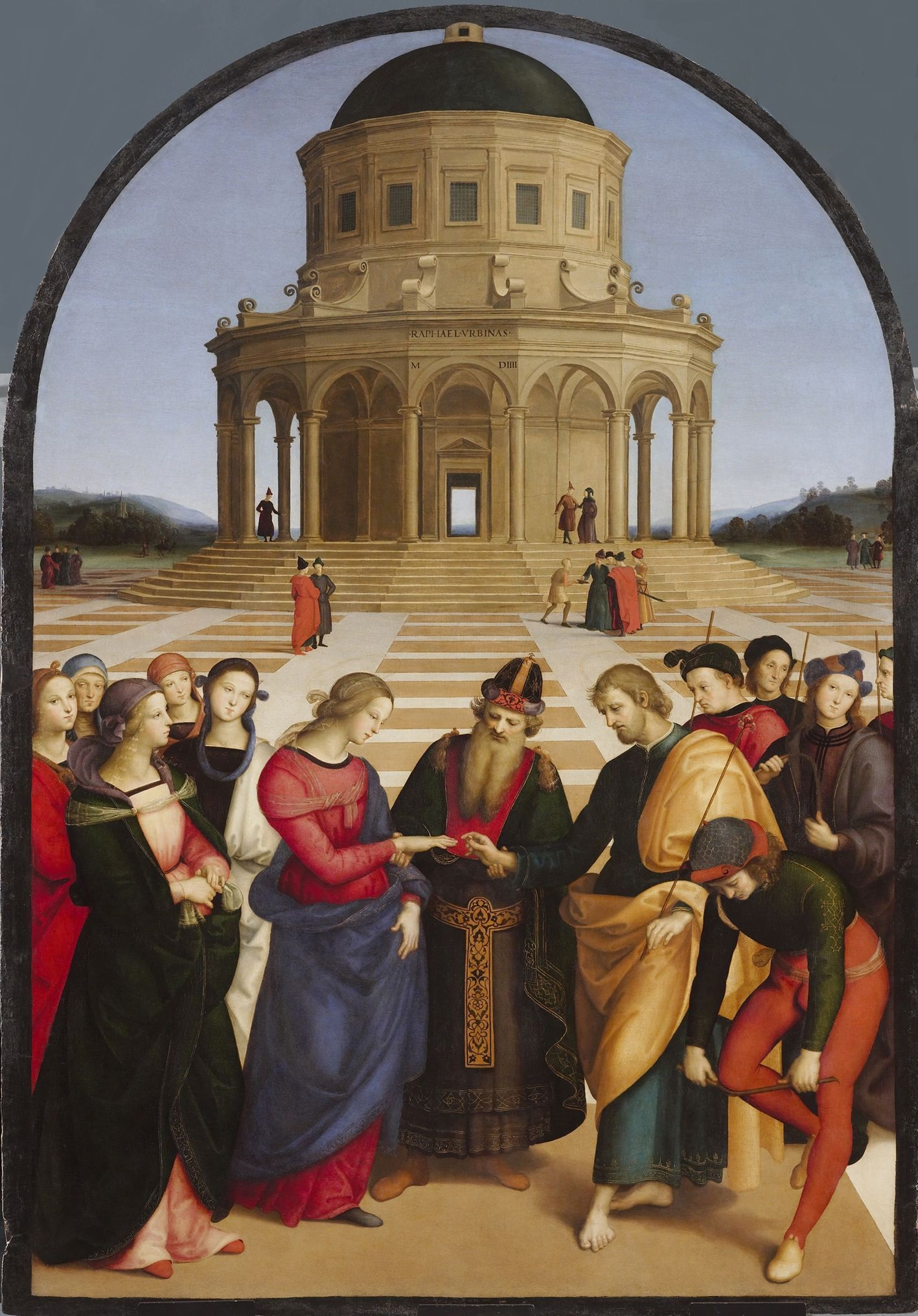
Rafael, Jungfru Marie trolovning (1504).
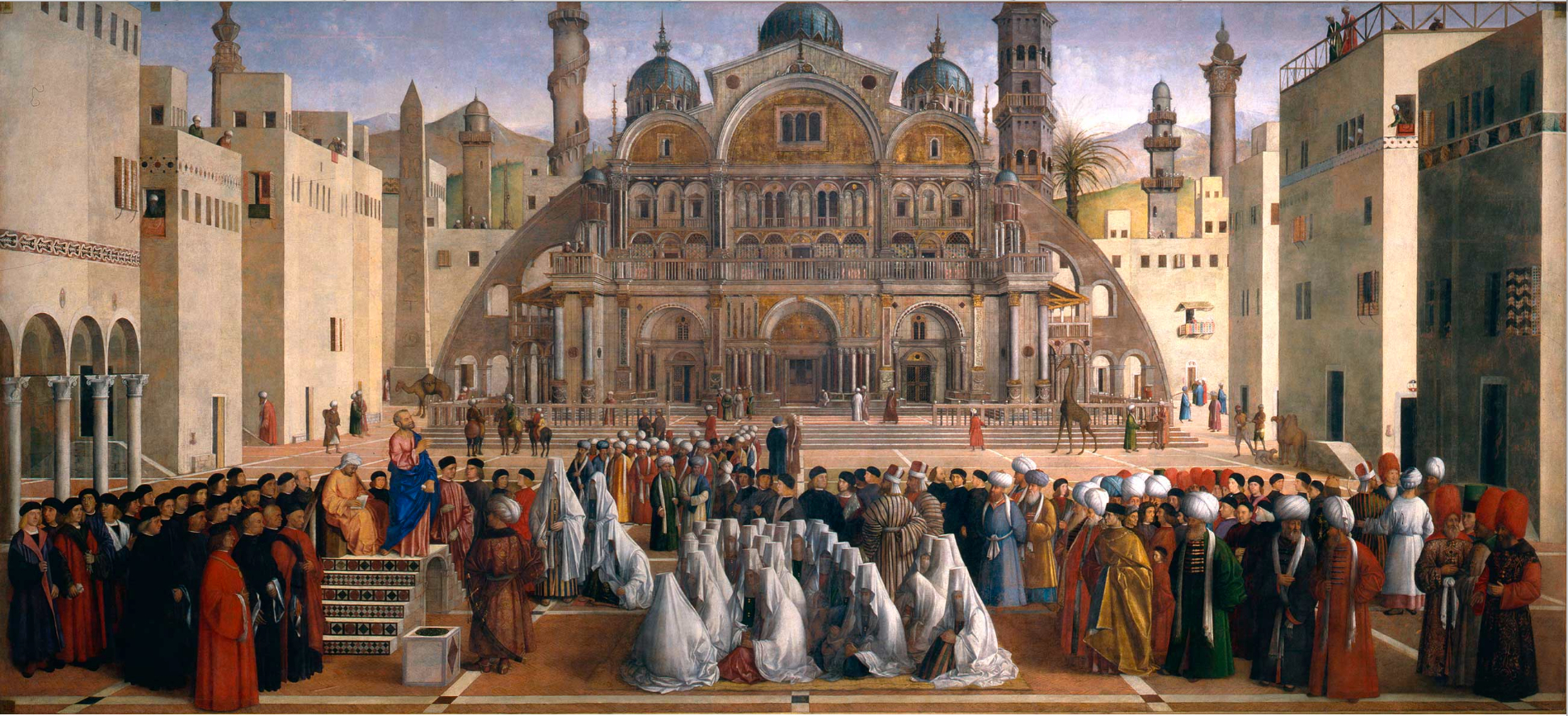
Gentile och Giovanni Bellini, Sankt Markus predikar i Alexandria (1504–1507).
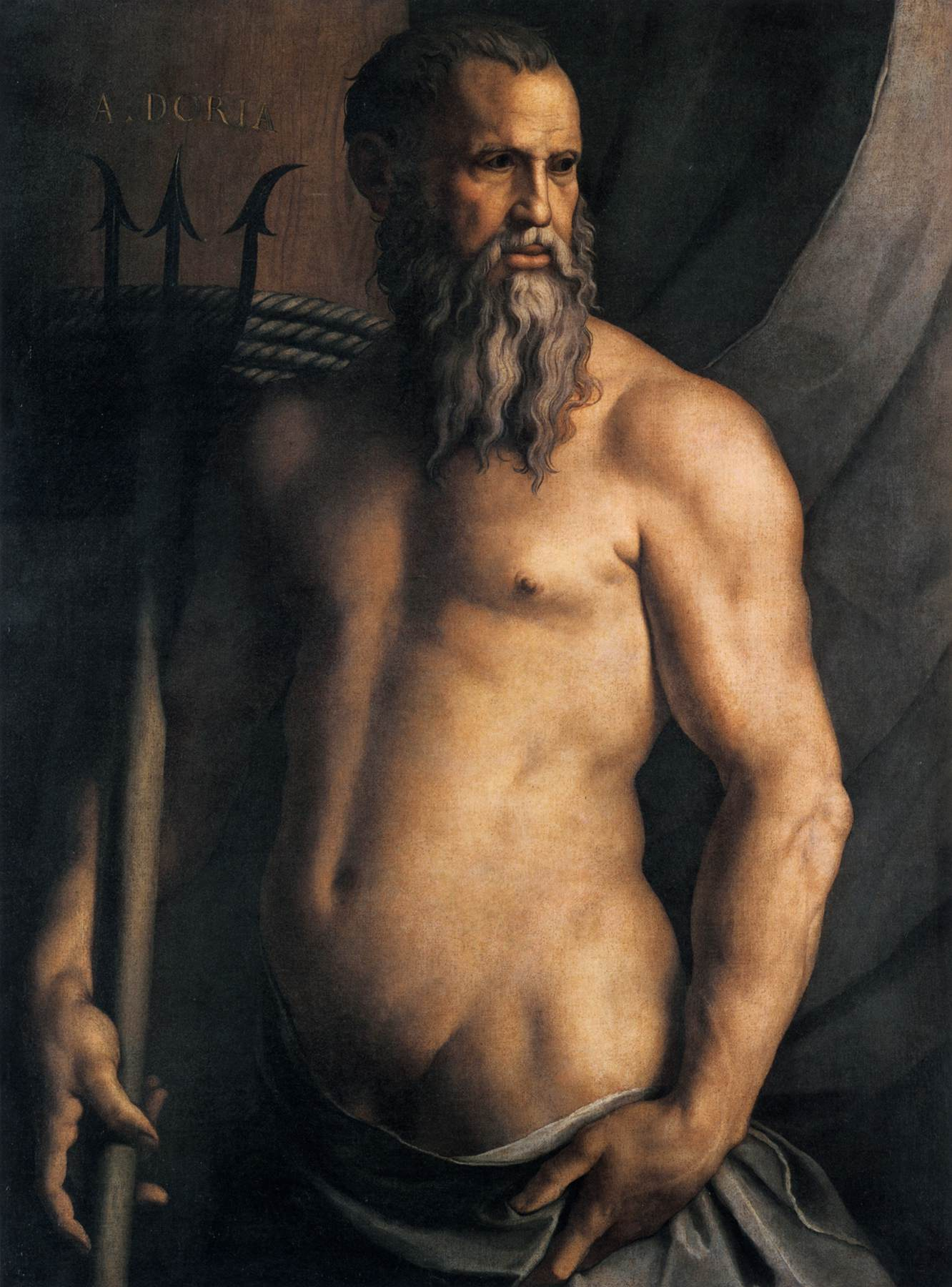
Bronzino, Porträtt av Andrea Doria som Neptunus (cirka 1550).
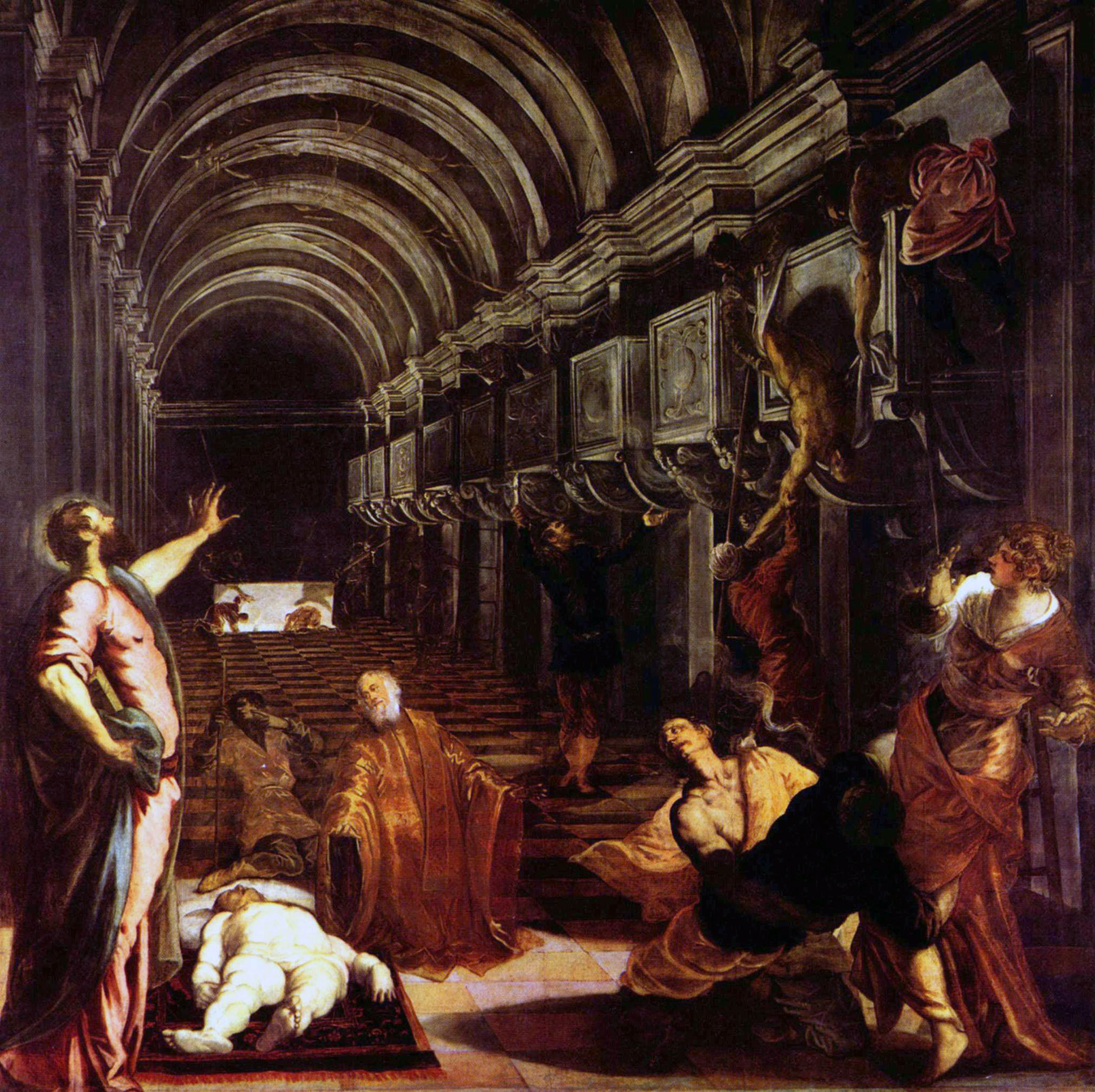
Tintoretto, Upptäckten av den helige Markus kropp (cirka 1562–1566).
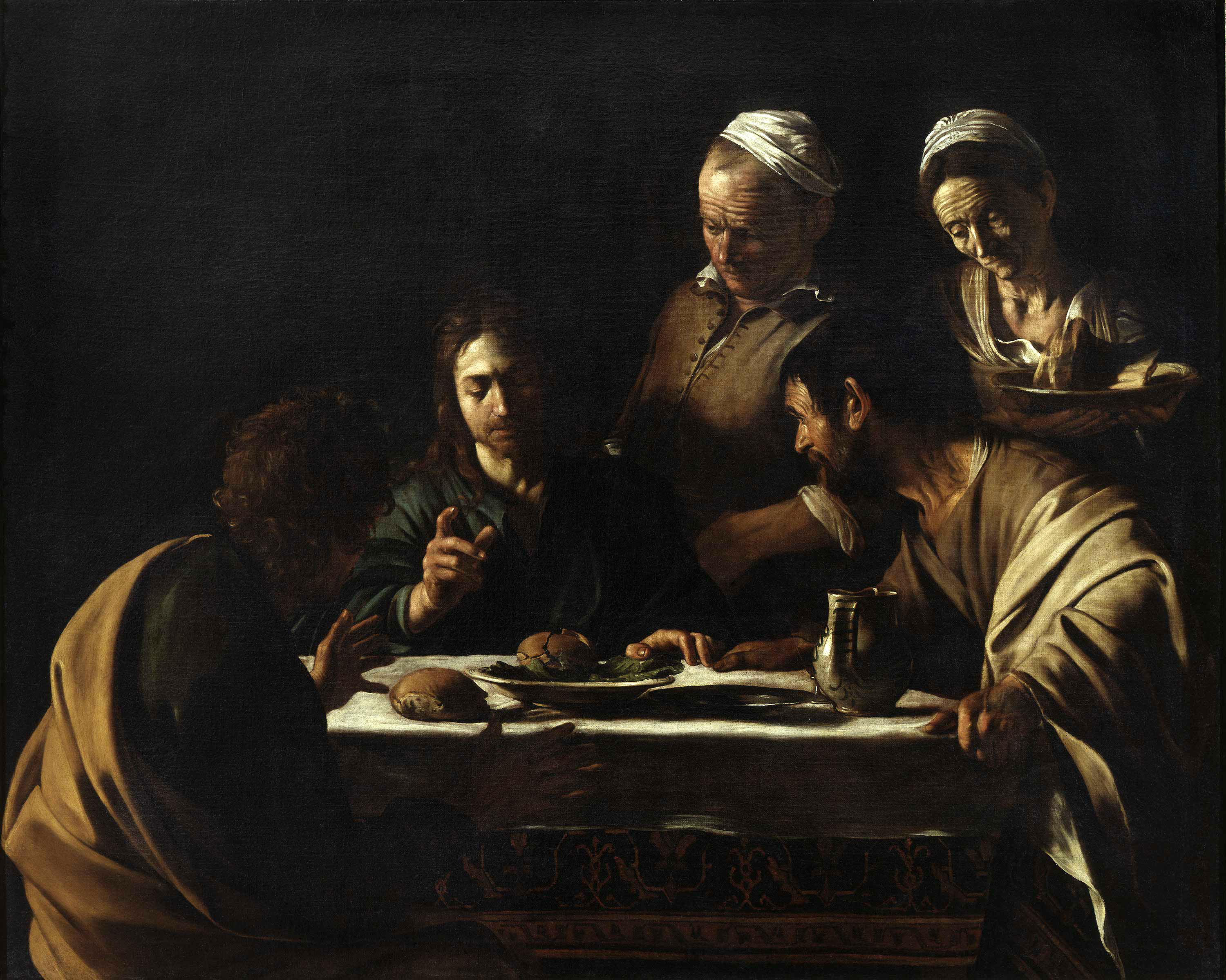
Caravaggio, Måltiden i Emmaus (1606).
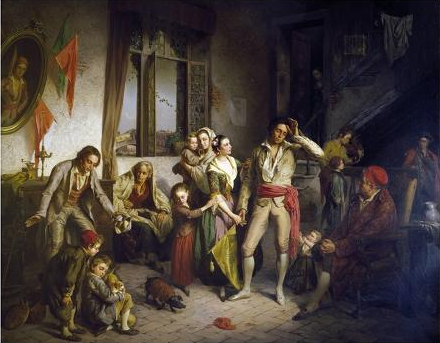
Antonio Rotta, Sconfitto alla regata (cirka 1850).
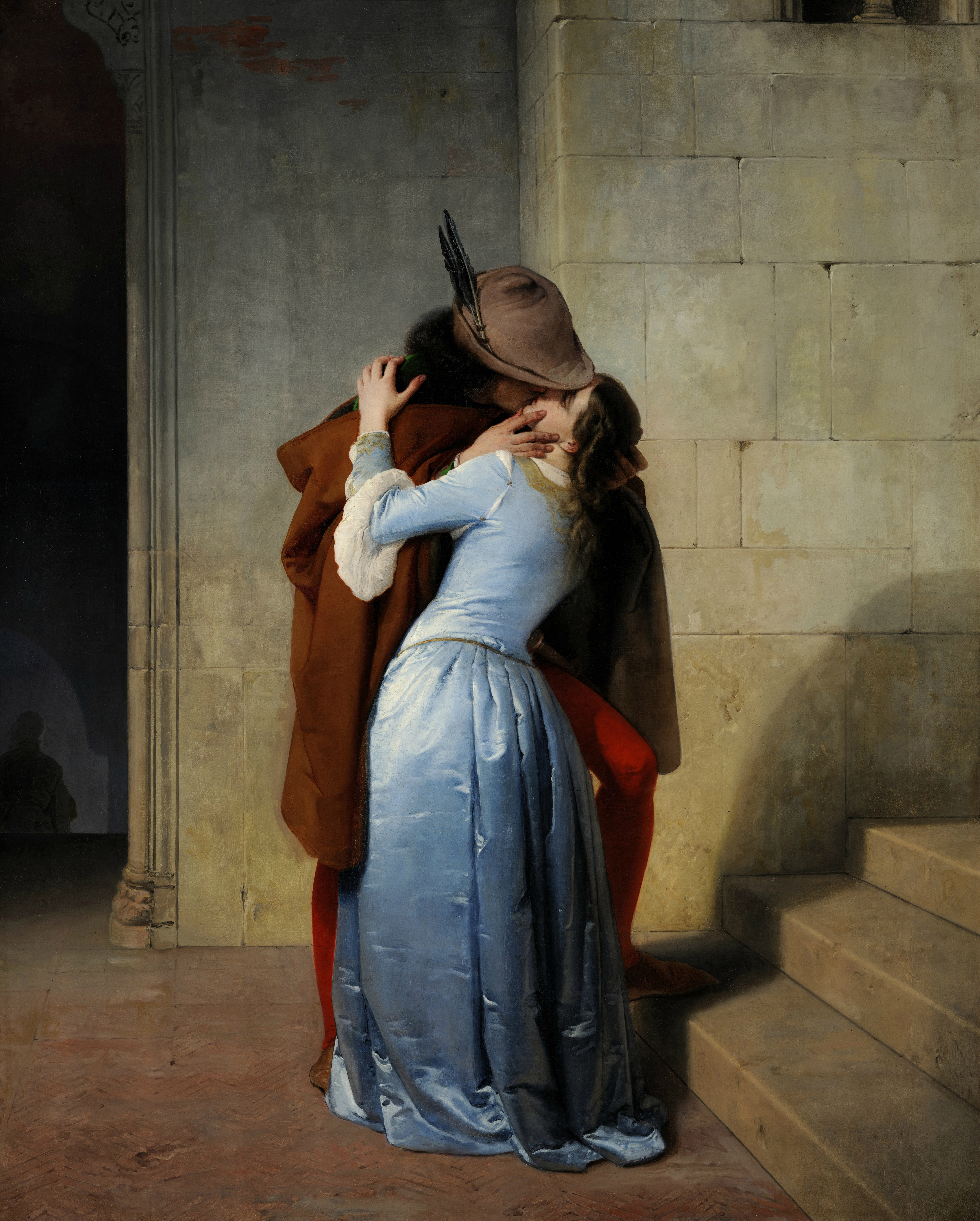
Francesco Hayez, Kyssen (1869).